# Tadeusz Marczak
Tadeusz Kazimierz Marczak (ur. 25 lutego 1946) – polski historyk, publicysta, nauczyciel akademicki i działacz polityczny.

## Życiorys
Ukończył studia historyczne na Uniwersytecie Wrocławskim, a następnie został wykładowcą na tej uczelni. W 1997 uzyskał stopień doktora habilitowanego nauk historycznych. Został zatrudniony na stanowisku profesora nadzwyczajnego na Uniwersytecie Wrocławskim, Uniwersytecie Zielonogórskim i Wyższej Szkole Oficerskiej Wojsk Lądowych im. Generała Tadeusza Kościuszki we Wrocławiu. Od września do grudnia 2008 sprawował funkcję dyrektora Instytutu Studiów Międzynarodowych Uniwersytetu Wrocławskiego. Kieruje w tej jednostce Zakładem Studiów nad Geopolityką. Publikuje m.in. w „Naszym Dzienniku”.
W wyborach samorządowych w 2010 bez powodzenia ubiegał się o urząd prezydenta Wrocławia oraz radnego sejmiku dolnośląskiego z ramienia komitetu „Polski Wrocław”. Należał do Ruchu Przełomu Narodowego. Wraz z innymi członkami tego ugrupowania w 2011 przeszedł do Prawicy Rzeczypospolitej i jako jej przedstawiciel kandydował w wyborach do Parlamentu Europejskiego w 2014 z listy Prawa i Sprawiedliwości. W 2015 przystąpił do nowej partii Jedność Narodu (został wiceprezesem jej rady krajowej) i w wyborach parlamentarnych w tym samym roku otworzył listę KWW Grzegorza Brauna „Szczęść Boże!” do Sejmu. W 2017 JN została wykreślona z rejestru partii.